# Czarnocin (Opole)
Czarnocin (Duits: Scharnosin) is een dorp in de Poolse woiwodschap Opole. De plaats maakt deel uit van de tweetalige gemeente Leśnica (Leschnitz).